# 니콜라 로디가리
니콜라 로디가리(이탈리아어: Nicola Rodigari, 1981년 11월 7일~)는 이탈리아의 쇼트트랙 선수이다.
동계 올림픽에 세 차례(2002년·2006년·2010년) 참가하였고, 2002년 대회에서 계주 은메달을 획득하였다. 여러 차례 유럽 선수권을 석권한 유럽 최고의 쇼트트랙 선수 중 하나이나, 세계 무대에서는 대한민국·미국·캐나다 등의 선수에게 자주 밀렸다.